# 教會司琴
教會司琴（英語：Church Accompanist）簡稱司琴（英語：accompanist），又稱為聖詠團司琴或伴奏家（英語：accompanist for choral），隸屬於鋼琴家家族樹分支的一員。

## 聖詠團司琴
有時候，司琴會在彌撒前彈奏音樂。聖詠團司琴會在彌撒期間、音樂會、教會節日（例如聖誕節）時彈奏像是管風琴等鍵盤樂器，或在排練時協助聖詠團練唱。

## 當代司琴
傑拉德‧摩爾（Gerald Moore）是名英國頂尖伴奏家，享年 87 歲，曾經在多倫多教會擔任管風琴師，一度想成為天主教會神父。他出版過一本學者專著《無愧的伴奏家》。這本權威書籍被許多大專院校列入教科書書目，作者滿懷信念。摩爾以資深管風琴師的觀點切入，在前言表示想和有志成為伴奏者分享自己身為多產伴奏家多年來的經驗和知識，沒有侷限於聖詠團司琴、樂器或聲樂伴奏者。

## 司琴伴奏法
對司琴或伴奏者來說，移調和視譜（又稱視奏）是兩大伴奏法。移調是常用的伴奏方法，幫助司琴在視譜時找到合適的音域。當有領唱（引導眾人唱歌者）或是聖詠團成員的聲音偏低或偏高時，司琴就會設法轉調來改變旋律，或調整成不同音調，方便唱歌者跟上旋律。好比移調，視譜也是種常見的伴奏方法，能協助司琴者迅速找到某首曲子適合的音調，方便伴奏。

## 外部連結
- 教會司琴（鋼琴伴奏家）簡述（页面存档备份，存于）
- 教會司琴簡述（页面存档备份，存于）
- 論司琴 （页面存档备份，存于）
- 大專院校教科書《無愧的伴奏家》（页面存档备份，存于）